# Никола Дишков (строителен предприемач)
Вижте пояснителната страница за други личности с името Никола Дишков.
Никола Дишков е български строителен предприемач и общественик, деец на македонската емиграция в България.

## Биография
Роден е на 13 декември 1852 година в Прилеп. Емигрира в Свободна България със семейството си и се установява в София, където, след завършването на гимназия, работи като общински служител. При избухването на Сръбско-българската война в 1885 година е доброволец в Българската армия.
След войната създава собствена строителна компания, която се занимава със строеж на пътища, мостове и железопътни лини. Участва в изграждането на железопътните линии София - Радомир, Шумен - Каспичан, както и на църквата „Свети Александър Невски“.
Дишков дарява големи суми на Прилепското благотворително братство и 200 000 лева за строежа на Македонския дом в София. Собственик е на Дишковия пазар на улица „Леге“. През октомври 1920 година на Втория велик събор е избран за член на Изпълнителния комитет на Съюза на македонските братства заедно с д-р Иван Каранджулов, Никола Стоянов, Христо Станишев, Наум Томалевски, д-р Божирад Татарчев, Петър Глушков, Яков Янков, Славейко Матов и Христо Попов.
Умира през 1923 година в София.